# Räden mot Dhu Amarr
Räden mot Dhu Amarr (arabiska: غزوة ذي أمر),  även känd som Räden på Ghatafan, inträffade direkt efter Invasionen av Sawiq år AH 3 i den islamiska kalendern, i mars 624. Expeditionen beordrades av Muhammed efter att han mottagit underrättelser om att stammarna Banu Muharib och Banu Thalabah planerade att plundra utkanten av Medina. Därför inledde Muhammed en förebyggande attack med 450 man. 
När fienderna hörde om Muhammeds förestående ankomst flydde de snabbt. Muslimerna tillfångatog också en man som senare konverterade till islam och agerade som deras guide.
Denna händelse nämns i Ibn Hishams biografi om Muhammed och andra historiska källor.

## Bakgrund
En månad efter invasionen av Sawiq fick Muhammed veta att några klaner av Ghatafan-stammarna hade samlat trupper vid Dhu Amar i Nejd. Så Muhammed ledde en expedition på 450 kämpar för att söka upp fienden och skingra dem. Han lämnade Uthman som ansvarig för Medina.
Detta var den största militärövningen ledd av Muhammed före slaget vid Uhud.

## Räd
Men fienden fick veta om Muhammeds avgång och gömde sig. Muhammeds armé lyckades dock fånga en man som gav information om Ghatafans gömställe. Fienden hörde snart om Muhammeds närmande och tog fristad på toppen av kullarna.

## Mordförsök

### Mordförsök i Koranen
Enligt den muslimska forskaren Sami Strauch rapporteras det i Sahih Bukhari att det regnade, och Muhammed tog av sig sina plagg och hängde dem på ett träd för att torka, medan fienden tittade på gick Ghwarath ibn al-Harith för att attackera Muhammed. Han hotade Muhammed med sitt svärd och sa "Vem ska skydda dig från mig på denna dag?" Sedan enligt muslimska lärda kom ängeln Gabriel och dunkade Ghawrath i bröstet och tvingade honom att släppa sitt svärd. Muhammed tog sedan upp svärdet och sa "Vem ska skydda dig från mig?"

Ghawrath svarade: "Ingen, och jag vittnar om att det inte finns någon gud som är värd att dyrka utom Allah" och han konverterade sedan till islam.  Koranen säger angående incidenten:
| ” | Troende! Minns Guds välgärning mot er när Han höll tillbaka dem som ville tillfoga er skada. Och frukta Gud - till Gud skall de troende lita! [Quran 5:11] | „ |

Muhammed tillbringade elva dagar på denna expedition och återvände sedan till Medina.

## Anteckningar
1. ↑  Haykal, Husayn (1976), The Life of Muhammad, Islamic Book Trust, s. 267, ISBN 978-983-9154-17-7, https://books.google.com/books?id=fOyO-TSo5nEC
2. ↑  Za'd al Ma'd 2/90.
3. ↑  Ibn Hisham 2/44 and 45.
4. 1 2 3 4 5